# Rapporto COMETA
Il Rapporto COMETA rappresenta un documento ufficiale prodotta da un'associazione privata francese sul fenomeno UFO.

## L'associazione COMETA
L'associazione COMETA (COMité d'ÉTudes Approfondies) è un'associazione privata senza fini di lucro.
È stata ufficializzata nel 1999, ma è in attività dal 1996. La presiede il generale dell'esercito francese Denis Letty.
L'associazione intende sensibilizzare l'opinione pubblica francese sul fenomeno degli UFO e di studiare le possibili conseguenze del fenomeno sulla difesa nazionale. 
È composta da membri dell'IHEDN (Institut des hautes études de la défense nationale), tra i quali:
- Michel Algrin, Ph.D.di scienze politiche;
- Pierre Bescon, ingegnere generale dell'esercito;
- Denis Blancher, commissario generale della polizia nazionale del ministero degli interni;
- Jean Dunglas, ingegnere generale onorario del Genio Rurale dell'Acqua e delle Foreste;
- Bruno Le Moine, generale delle Forze Aeree;
- Françoise Lépine, della Fondazione per gli Studi della difesa;
- Christian Marchal, ingegnere in capo dell'École des mines, direttore di ricerca presso l'Office national d'études et de recherches aérospatiales (ONERA);
- Marc Merlo, vice ammiraglio;
- Alain Orszag, fisico, ingegnere generale dell'esercito

## Il rapporto COMETA
La relazione, dal titolo “Rapport COMETA: a quoi doit-on se préparer?” fu redatta basandosi sui dati pervenuti dalla Gendarmeria nazionale, dalle Forze Armate e dal SEPRA l'organismo del CNES che si occupava del fenomeno UFO.
Scopo del Rapporto era quello di studiare scientificamente il fenomeno UFO valutandone gli aspetti relativi alla reale consistenza, al nostro coinvolgimento con esso, all'origine ed al fine. 

## Parere degli ufologi
Per vari ufologi, il documento costituisce una grande sfida alle resistenze degli scettici in materia di UFO.

## Critiche
Il rapporto fu inviato nel 1999 al Presidente della Repubblica francese Jacques Chirac e al Primo ministro Lionel Jospin, e questo ha fatto sì che qualche giornale lo indicasse come un documento ufficiale. 
Il giornalista Claude Maugé ha criticato COMETA per incompetenza nella ricerca e ha sostenuto che il rapporto tentava di presentarsi come un documento ufficiale francese, mentre, in effetti, era pubblicato da privati..